# Museo Regional de Aysén
El Museo Regional de Aysén es un museo público ubicado en la ciudad de Coyhaique, Región de Aysén, Patagonia chilena. Forma parte del Servicio Nacional del Patrimonio Cultural (ex Dibam) y del Sistema Nacional de Museos de Chile. El Museo se emplaza en las construcciones que estableció la Sociedad Industrial de Aysén a partir de 1903, declaradas Monumento Histórico Nacional en el año 2009 y que fueron restauradas para servir como museo.

## Misión y objetivos
El Museo Regional de Aysén se define como una institución que "reúne, resguarda, estudia, difunde y exhibe el patrimonio natural y cultural que distingue e identifica al territorio de Aysén y a quienes lo han habitado". Dado su carácter de museo Regional, trabaja con una concepción amplia de patrimonio, incluyendo aspectos culturales y naturales de diversas zonas de la Región de Aysén.

## Historia
El objetivo de contar con un museo público en la Región de Aysén fue una aspiración de larga data, y que se concreta luego de diversas experiencias e iniciativas de rescate patrimonial que durante varias décadas se desarrollaron en Coyhaique y otras comunas de la Región.
El actual Museo Regional fue inaugurado el 3 de enero de 2018, en una ceremonia que contó con la presencia de la Presidenta de la República, Michelle Bachelet.

## Infraestructura y características

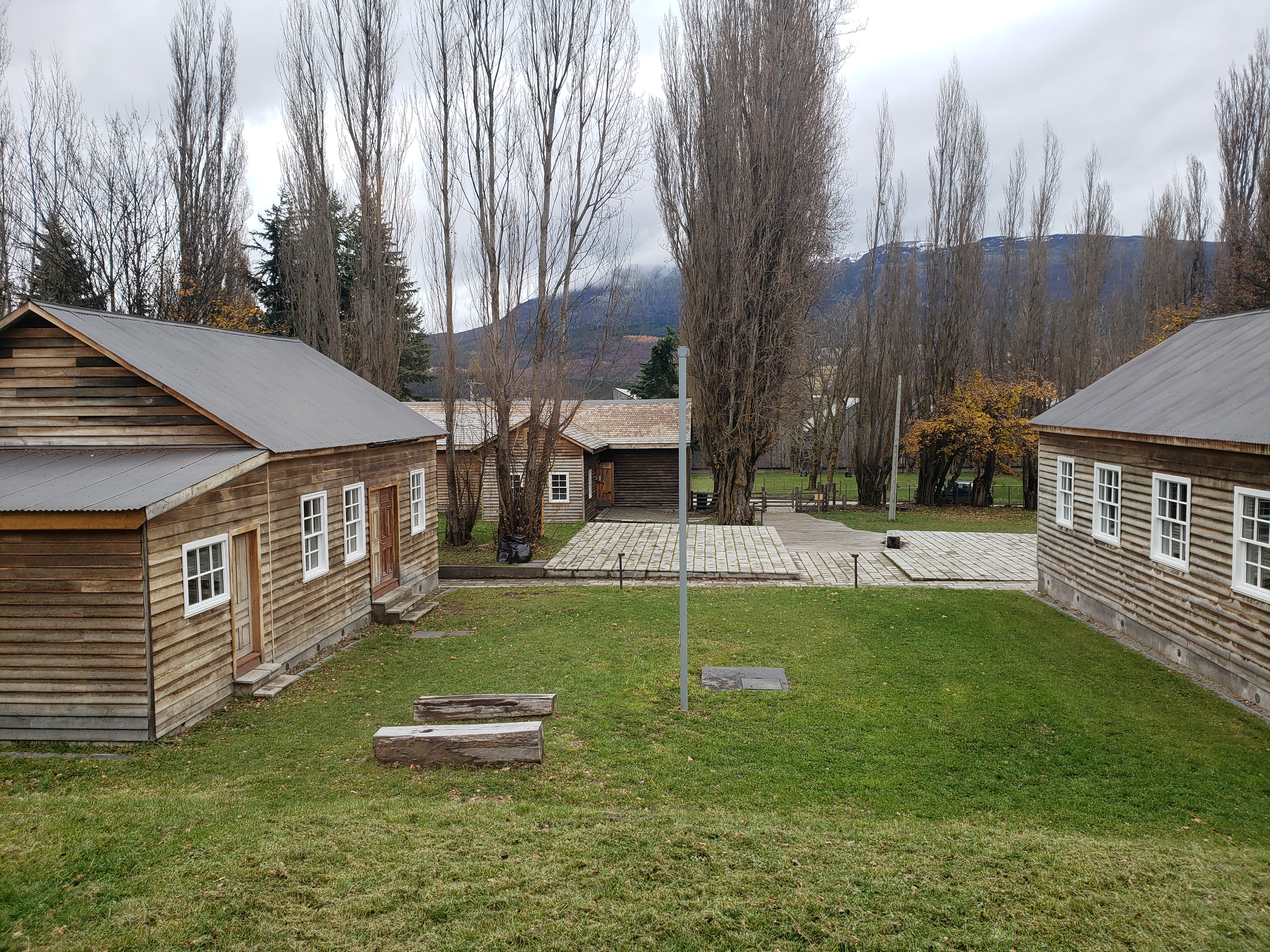
Edificios del Museo Regional de Aysén.

El Museo se emplaza en un terreno de aprox. 3 hectáreas de superficie, que incluye seis construcciones restauradas de la Sociedad Industrial de Aysén (declaradas Monumento Histórico Nacional desde el año 2009), más un edificio nuevo construido especialmente para el Museo. Cuenta con tres áreas de exposiciones, auditorio, laboratorios de investigación, espacio para talleres, depósito de colecciones y zonas administrativas; además de un parque al aire libre y desde 2019, restaurante/cafetería.
El Museo se divide en dos áreas o polígonos. El polígono sur corresponde al museo de sitio o conjunto patrimonial, ya que concentra cinco de las seis construcciones restauradas y la exposición de Pulpería, que presenta el origen de la Estancia Coyhaique de la Sociedad Industrial de Aysén. Por su parte, en el polígono norte se encuentra el edificio nuevo que comprende el salón principal de exposiciones, el auditorio y un subterráneo donde se ubican las áreas técnicas del Museo.

## Exposiciones y construcciones
Actualmente el Museo cuenta con las siguientes edificaciones en funcionamiento:
a) Construcciones nuevas
- Exposición Permanente Regional: Ubicada en el edificio nuevo del museo. Su finalidad es abordar a través de un recorrido por la región, diversas experiencias de poblar y habitar un territorio particular, rescatando elementos de la historia natural y cultural de Aysén.
- Auditorio: Sala de eventos con capacidad para 140 personas.
- Afiteatro: Espacio al aire libre, detrás del auditorio.para actividades y reuniones.

b) Construcciones originales restauradas
- Pulpería: Exposición permanente que relata la instalación de la Sociedad Industrial de Aysén (SIA) y otras concesiones ganaderas, en tanto modo oficial de poblamiento desde el Estado de la Región a comienzos del siglo XX; destaca la importancia de la lana y la ganadería ovina en el desarrollo de Aysén; y recrea una Pulpería o almacén de ramos generales, dando cuenta del uso original de la construcción en que se emplaza la exposición (Pulpería de la Estancia). Es una de las edificaciones originales del conjunto patrimonial, posteriormente restaurada y que servía como lugar de abastecimiento de los trabajadores de la Sociedad Industrial de Aysén. Impulsada por su administrador, Alberto Brautigam Lürs, se construyó entre 1928 y 1930. Con el tiempo amplió su atención a toda la población aliviando en parte los problemas de abastecimiento de la época.
- Bodega: Antiguo depósito de mercaderías. Se presume que es anterior a 1918. Su construcción es de albañilería y tiene seis puertas, tres de ellas en la parte delantera, las que seguramente servían para carga y descarga, aprovechando el desnivel del terreno. Este espacio recibe hoy exposiciones temporales, conferencias y seminarios.
- Cocina de Peones: Este refugio cambió su estructura, llegando a tener hasta seis fogones y tres pisos de altura. Los dos últimos estaban destinados a dormitorios de los peones de la estancia. La construcción es de la década del ’30 y estuvo a cargo de Archivald Thomas, de procedencia escocesa. Hoy es un espacio que complementa los servicios ofrecidos por el museo.
- Casa del Capataz: Probablemente fue construida por carpinteros chilotes que llegaron junto a Juan Dun, primer administrador de la SIA. Su construcción comenzó cerca de 1903 en un estilo muy utilizado en la Patagonia de Magallanes y Aysén. Más tarde se le incorporaron nuevos espacios y detalles arquitectónicos. También llamada "Casa de Familia", dado que fue ocupada posteriormente por la familia del capataz, hoy la utiliza el personal del museo y otras organizaciones en distintos proyectos.
- Almacén: Fue usado para vender mercadería exclusivamente a los trabajadores de la estancia antes de que existiera la pulpería. Más adelante tuvo diversos usos, siempre asociados al comercio. Actualmente, este espacio se destina mayoritariamente a talleres.
- Oficina del contador: Esta era la oficina de contabilidad de la Sociedad Industrial de Aysén. Aún se conserva la bóveda de valores construida en albañilería estucada, con sus dos puertas de acero originales. Actualmente esta edificación se usa para las oficinas del personal del museo.

## Revistas
El museo cuenta con una revista propia llamada “Somos cultura Aysén”, la cual se puede encontrar vía online en la página oficial del Museo regional de Aysén, esta revista fue realizada por grupos de jóvenes de distintos sectores de la región que buscaban mantener y enseñar el patrimonio cultural de la región de Aysén. 
El museo regional de Aysén cuenta con un voluntariado que es parte de museo como también los jóvenes que trabajan para la revista “Somos cultura Aysén”.